# Limony
Limony – miejscowość i gmina we Francji, w regionie Owernia-Rodan-Alpy, w departamencie Ardèche.
Według danych na rok 1990 gminę zamieszkiwało 548 osób, a gęstość zaludnienia wynosiła 76 osób/km² (wśród 2880 gmin regionu Rodan-Alpy Limony plasuje się na 1102. miejscu pod względem liczby ludności, natomiast pod względem powierzchni na miejscu 1342.).